# Lester Shum
Lester Shum O Fai (en chino: 岑敖暉; nacido el 11 de junio de 1993) es un activista social y político hongkonés perteneciente al campo prodemocracia. Fue uno de los líderes de las protestas en Hong Kong de 2014 y vicesecretario general de la Federación de Estudiantes de Hong Kong (HKFS) de abril de 2014 a marzo de 2015.

## Biografía

### Infancia y juventud
Shum nació en Nueva York, Estados Unidos. Llegó a Hong Kong cuando era un niño a mediados de la década de 1990. Shum se identifica a sí mismo como un hongkonés, expresando su apego emocional a la ciudad. Completó su educación secundaria en la escuela secundaria Sheng Kung Hui Tsang Shiu Tim antes de inscribirse en la Universidad China de Hong Kong. Inicialmente se especializó en Ingeniería de la Información, luego pasó a estudiar Gobierno y Administración Pública.

### Protestas de 2014
Shum fue vicepresidente de la Unión de Estudiantes en la Universidad China de Hong Kong entre 2013 y 2014. Más tarde se convirtió en el subsecretario general de la Federación de Estudiantes de Hong Kong (HKFS) desde abril de 2014 hasta marzo de 2015. En su rol, Shum y el líder estudiantil Alex Chow impulsaron la campaña de boicot de clases de 2014 contra la decisión del Comité Permanente de la Asamblea Popular Nacional (NPCSC), que estableció el marco del método electoral restrictivo en la elección del Director Ejecutivo de Hong Kong de 2017.
Durante 2014, Shum se unió al «Umbrella Movement» (Movimiento Umbrella) y participó también del «Movimiento Occupy» con sentadas públicas, manifestandose en contra de la interferencia china en Hong Kong. Luego de que diversas protestas fueran reprimidas por la policía, llamó públicamente el director ejecutivo de entonces Leung Chun-ying a que renunciara a su cargo. Ese mismo año, junto a Alex Chow y Nathan Law, se reunió con la entonces Secretaria Administrativa Carrie Lam, sin llegar a ningún acuerdo.
En noviembre de 2014, fue arrestado junto al activista Joshua Wong y acusado de «reunión ilegal» por una manifestación en Mong Kok. Fue condenado a una pena suspendida de un mes de prisión y una multa.

### Activismo post-Occupy
Luego de finalizado el Movimiento Umbrella, Shum continuó con su activismo. En febrero de 2015 habló. junto a Alex Chow, frente a la Cumbre de Ginebra por los Derechos Humanos y la Democracia y numerosos activistas de derechos humanos. Luego de las elecciones legislativas de 2016, encontró un trabajo con el localista Eddie Chu.
Durante las protestas del año 2019, Shum se unió a Chu y a Joshua Wong en Taipéi, Taiwán, donde habló en la sede del Partido Progresista Democrático. En el mismo evento, Shum llamó al gobierno taiwanés a otorgar asilo político a personas que escaparan de Hong Kong.
Hacia finales de 2019, cuando el gobierno central de Hong Kong impuso una ley anti-mascarillas, Shum se unió al activista Leung Kwok-hung para interponer una moción contra la ley, alegando que violaba la libertad de expresión y el derecho a protestas pacíficamente. Sin embargo, la moción fue luego denegada.

### Carrera política
Shum ganó la elección de jefes distritales por el distrito de Hoi Bun en 2019 con el 56.5% de los votos. En 2020, anunció su intención de participar de las elecciones legislativas y como consecuencia renunció a su nacionalidad estadounidense, ya que le era un requisito para presentarse. Shum dijo que su intención era quedarse en Hong Kong. Uno de sus principales motivos para presentarse era protestar contra la Ley de Seguridad Nacional de Hong Kong, sin embargo, su candidatura fue anulada por los oficiales electorales, alegando que Shum tenía intenciones separatistas.